# Clarissa Pinkola Estés
Clarissa Pinkola Estés (Gary, Indiana, Estados Unidos, 27 de enero de 1943) es una doctora en psicología clínica, posdoctorada como analista junguiana, activista social, poeta y escritora estadounidense, autora del best seller internacional Mujeres que corren con los lobos (1993). Fue reconocida por ser la primera mujer latina en aparecer en la lista The New York Times Best Seller.

## Biografía
Nació cerca del pueblo de Granger, Indiana (el año de su nacimiento inicialmente figuraba como 1943 mientras que en su página oficial se menciona el año de 1945, en entrevistas posteriores ha cambiado su año de nacimiento a 1946; sin embargo, la fecha citada con más frecuencia es 1943). Hija de padres mexicanos con ascendencia indígena de quienes aprendió el idioma español, posteriormente fue dada en adopción cuando tenía alrededor de cuatro años a una pareja de inmigrantes húngaros que huyeron del régimen nazi. Tanto sus padres biológicos como sus padres adoptivos no recibieron educación formal y no sabían leer ni escribir.
En su infancia Pinkola creció en un ambiente rodeado de personas con tradiciones y culturas diferentes: estadounidenses de primera generación, inmigrantes de Europa del Este, afroamericanos, mexicanos, por mencionar algunos; si bien algunos de ellos no recibieron educación formal poseían mucho conocimiento que le transmitieron a través de las historias que habían aprendido. En su hogar, las tradiciones orales de las narradoras europeas eran una parte importante de la vida cotidiana; por ejemplo, sus tías, viudas que abandonaron Europa después de la Primera Guerra Mundial, le contaron relatos que ella esperaba recordar y volver a contar algún día. Algunos de estos relatos fueron retomados e incluidos en su libro Mujeres que corren con los lobos.
Pinkola se casó a una edad temprana en 1967 y se divorció en 1974. Tras este, recibió apoyo gubernamental conocido como Welfare para ella y sus hijas, lo que la acercó a programas y organizaciones de apoyo para las mujeres. Durante la década de 1970 llegó a ser directora de dos centros de ayuda: Women in transition Safe House (Casa de seguridad Mujeres en Transición) y Beyond Divorce (Más allá del divorcio). En esa época adquirió el hábito de escribir todos los días, a menudo recordando las historias que le contaron en su infancia. Profundizó su conocimiento y riqueza de algunas historias cuando viajó al Istmo de Tehuantepec en México para reunirse con su familia biológica.

### Formación profesional
En 1976, se recibió como psicoterapeuta en el Loreto Heights College de Denver, Colorado. Para 1981 obtuvo un doctorado en psicología clínica con especialidad en etnoclínica en la Union Institute & University de Cincinnati, Ohio. Algunos años después, en 1984, concluyó un programa de posdoctorado en la Sociedad Interregional de Analistas Jungianos de Zúrich, Suiza, donde se certificó como analista junguiana.
En 1990, Pinkola obtuvo una beca del el Rocky Mountain Women's Institute (RMWI) para trabajar en el manuscrito Las Brujas. El RMWI era una organización que ofrecía apoyo financiero y desarrollo comunitario a las mujeres destacadas en las artes; al cerrar en 2009 se donaron todos sus registros y materiales a la Biblioteca Pública de Denver.

## Trayectoria
Tras doctorarse en psicología clínica y estudios interculturales, se dedicó a la enseñanza y a la práctica privada de la psicología. Fue directora ejecutiva del C. G. Jung Center for Education and Research, una institución que se dedica a ayudar a hombres y mujeres a crecer en la conciencia de las realidades psicológicas en ellos mismos y en la sociedad.
Ha ejercido como especialista en recuperación postraumática dentro de la psicología clínica. Comenzó trabajando en la psicología postraumática durante 1960 en un hospital de veteranos de guerra en Hines, Illinois, asistiendo a sobrevivientes de la guerra de Vietnam que presentaban condiciones físicas y psicológicas adversas. Fue después de ese período, ya en 1970, cuando comenzó a impartir talleres de escritura en prisiones como la penitenciaría para hombres de Colorado, y la prisión federal para mujeres en Dublin, California, entre otros centros del suroeste de Estados Unidos. Ha servido de apoyo a mujeres que perdieron a sus hijos, a personas sobrevivientes de desastres naturales y de crímenes familiares. Atendió a familiares y sobrevivientes de la masacre de Columbine de 1999 a 2003, y posteriormente a personas del atentado del once de septiembre de 2001, en Nueva York.
Es integrante del consejo del Maya Angelou Center for Health Equity de la Escuela de Medicina Wake Forest University, e imparte clases sobre aspectos psicológicos y espirituales de la curación y autocuidado para cuidadores. También ha impartido clases en otras universidades como distinguida profesora visitante.
Estés ha recibido numerosos premios y reconocimientos, a lo largo de su carrera, por parte de diversas instituciones y comunidades. Entre ellos el Keeper of the Lore (Guardián de la Tradición) por su trabajo como contadora y su trabajo como escritora. El premio Gradiva, por parte de la Asociación Nacional para el avance del psicoanálisis (E.U). También recibió el Premio de la asociación de prensa católica por su trabajo escrito y el Premio Las Primeras, por ser "la primera en su tipo", por parte de la Asociación México-americana de mujeres, en Washington D. C.. En el año 2006 fue añadida al salón femenino de la fama en Colorado, que hace reconocimiento a todas las mujeres agentes de cambio que logran influencia e impacto internacional a través de su trabajo. 
Se la conoce internacionalmente por su libro Mujeres que corren con los lobos, obra que inició en 1971 y a la que dedicó más de veinte años. Ha sido traducida a 18 idiomas y fue por esta obra que recibió el Premio de Honor Abby y el premio Gradiva de la "National Association for the Advancement of Psychoanalysis". También se le reconoce como contadora de antiguos relatos de la tradición latinoamericana. Actualmente dirige la fundación C.P. Estés Guadalupe Foundation en defensa de los derechos humanos la cual trasmite cuentos para fortalecimiento espiritual en situaciones conflictivas.

## Obras
- Women Who Run With the Wolves: Myths and Stories of the Wild Woman Archetype (Ballantine, 1992/1996, Estados Unidos)
- The Gift of Story: A Wise Tale About What is Enough (Ballantine, 1993, Estados Unidos)
- The Faithful Gardener: A Wise Tale About that Which Can Never Die (Harper San Francisco, 1996, Estados Unidos)
- Untie the Strong Woman: Blessed Mother's Immaculate Love for the Wild Soul (Sounds True Books, HC, Estados Unidos, noviembre de 2011)

## Ediciones en castellano
- El baile de las mujeres sabias. Editorial B de Bolsillo. 2022. ISBN 9788466673822.
- Mujeres que corren con los lobos. Editorial B de Bolsillo. 2020. ISBN 9788466667852.
- El jardinero fiel. Editorial B de Bolsillo. 2012. ISBN 9788498726343.

## Reconocimientos
- Las Primeras Award, MANA, National Latina Organization. Washington D. C., 1992.
- Premio de Honor Libro del Año, American Booksellers Association, 1993.
- Premio de la Liga de Autores de Colorado, 1993.
- Medalla del Presidente por la Justicia Social, The Union Institute, 1994.
- Premio de escritura. Associated Catholic Church Press, 1994.
- Premio Gradiva. Asociación Nacional para el Avance del Psicoanálisis, New York, 1995.
- Salón de la fama de la mujer de Colorado, 2006.[cita requerida]